# Bisdom Maasin
Het bisdom Maasin (Latijn: Dioecesis Maasinensis) is een rooms-katholiek bisdom met als zetel Maasin, op de Filipijnen. Het bisdom is suffragaan aan het aartsbisdom Cebu. 

## Geschiedenis
Het bisdom werd opgericht op 23 maart 1968, uit delen van het bisdom Palo.

## Parochies
Het bisdom had in 2021 een oppervlakte van 2.506 km2 en telde 715.518 inwoners waarvan 92,9% rooms-katholiek was.

## Bisschoppen
- Vicente Ataviado y Tumalad (17 juni 1968 - 4 maart 1997)
- Precioso Dacalos Cantillas (20 januari 1998 - heden)

## Galerij van afbeeldingen

Wapen van het bisdom
Voormalig wapen van het bisdom (1968-2015)

Cebu (aartsbisdom) · Dumaguete · Maasin · Tagbilaran · Talibon